# Армсгайм
Армсгайм (нім. Armsheim) — громада в Німеччині, розташована в землі Рейнланд-Пфальц. Входить до складу району Альцай-Вормс. Складова частина об'єднання громад Веррштадт.
Площа — 10,05 км2. Населення становить 2483 ос. (станом на 31 грудня 2020).

## Галерея

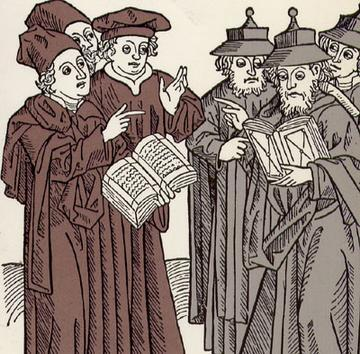